# Isavia
Isavia — исландская государственная компания, национальный оператор государственных аэропортов в Исландии и поставщик аэронавигационных служб на обширной территории в северо-восточной части Атлантического океана, в том числе в Гренландии и на Фарерских островах. Потребителями услуг Isavia являются как авиакомпании, так и обычные пассажиры. Штаб-квартира компании находится в аэропорту Рейкьявика.

## История
История компании начинается в 1945 году, когда было основано государственное Управление гражданской авиации Исландии (исл. Flugmálastjórn Íslands), от которого в начале 2007 года были отделены эксплуатационные службы и создана государственная компания Flugstoðir ohf. Компания Flugstoðir стала отвечать за развитие аэропортов и посадочных площадок в Исландии (кроме аэропорта Кефлавик, находящегося в собственности США), а также за аэронавигационные услуги, предоставляемые Исландией для международных и внутренних рейсов. Администрирование и надзор остался в ведении регулирующего органа — Управления гражданской авиации Исландии.
На торжественном собрании 31 декабря 2009 года, компании Flugstoðir ohf. и Keflavík Airport Ltd. (оператор аэропорта Кефлавик) приняли решение о слиянии в Isavia ohf. — публичную компанию с ограниченной ответственностью со 100-процентной государственной собственностью для достижения эффективности и результативности работы аэропортовых и аэронавигационных служб в Исландии, а также создание основы для новых видов деятельности и услуг в области авиации и бизнеса.
Это слияние положило конец периоду серьезных организационных изменений в исландской авиации, которые были вызваны, с одной стороны, желанием исландских властей отделить работу аэропортов и авиационных служб от административной и надзорной роли Исландского управления гражданской авиации (ныне Исландское транспортное управление, исл. Samgöngustofa Íslands) и, с другой стороны переход в 2006 году  от военных США к исландскому государству аэропорта Кеблавик.
На данный момент (начало 2021 года) Isavia является принадлежащей исландскому государству публичной компанией (обществом с ограниченной ответственностью), которая отвечает за эксплуатацию и техническое обслуживание аэропортов в Исландии и аэронавигационных служб в одной из крупнейших в мире зон управления воздушным движением, которая, помимо Исландии, охватывает большую территорию в Северной Атлантике. В 2016 году через аэропорты Isavia прошло в общей сложности 6869659 пассажиров международных рейсов и 749134 пассажиров внутренних рейсов.
Кроме того, дочерняя компания Isavia  (Fríhöfnin ehf.) владеет сетью магазинов в аэропорту Кефлавик. В Isavia и её дочерние компаниях работают около 1000 человек.

## Обслуживаемые аэропорты
Isavia обслуживает 4 аэропорта I категории (сертифицированы в соответствии с Регламентом 75/2016) принимающих регулярные внутренние и международные рейсы и 9 аэропортов принимающих регулярные внутренние рейсы (сертифицированы в соответствии с Регламентом 464/2007)
:
| Месторасположение                   | ИКАО | ИАТА | Название                                              | Открыт | ВПП               | Длина         | Покрытие |
| ----------------------------------- | ---- | ---- | ----------------------------------------------------- | ------ | ----------------- | ------------- | -------- |
| Акюрейри (исл. Akureyri)            | BIAR | AEY  | Аэропорт Акюрейри (исл. Akureyrarflugvöllur)          | 1951   | 01/19             | 2400          | А        |
| Бильдюдалюр (исл. Bíldudalur)       | BIBD | BIU  | Аэропорт Бильдюдалюр (исл. Bíldudalsflugvöllur)       | 1998   | 05/23             | 1000          | А        |
| Вестманнаэйяр (исл. Vestmannaeyjar) | BIVM | VEY  | Аэропорт Вестманнаэйяр (исл. Vestmannaeyjaflugvöllur) | 1945   | 04/22 13/31       | 1160 1199     | А А      |
| Вопнафьордюр (исл. Vopnafjörður)    | BIVO | VPN  | Аэропорт Вопнафьордюр (исл. Vopnafjarðarflugvöllur)   | 1954   | 05/23             | 885           | А        |
| Гьёгюр (исл. Gjögur)                | BIGJ | GJR  | Аэропорт Гьёгюр (исл. Gjögursflugvöllur)              | 1996   | 05/23             | 960           | А        |
| Гримсей (исл. Grímsey)              | BIGR | GRY  | Аэропорт Гримсей (исл. Grímseyjarflugvöllur)          | 1954   | 18/36             | 1036          | А        |
| Исафьордюр (исл. Ísafjörður)        | BIIS | IFJ  | Аэропорт Исафьордюр (исл. Ísafjarðarflugvöllur)       | 1960   | 08/26             | 1400          | А        |
| Кеблавик (исл. Keflavík)            | BIKF | KEF  | Аэропорт Кеблавик (исл. Keflavíkurflugvöllur)         | 1942   | 02/20 11/29       | 3054 3065     | А А      |
| Рейкьявик (исл. Reykjavík)          | BIRK | RKV  | Аэропорт Рейкьявик (исл. Reykjavíkurflugvöllur)       | 1940   | 01/19 13/31 06/24 | 1566 1230 960 | А А А    |
| Тоурсхёбн (исл. Þórshöfn)           | BITN | THO  | Аэропорт Тоурсхёбн (исл. Þórshafnarflugvöllur)        | 1952   | 02/20             | 1199          | А        |
| Хёбн (исл. Höfn)                    | BIHN | HFN  | Аэропорт Хорднафьордюр (исл. Hornafjarðarflugvöllur)  | 1970   | 18/36             | 1500          | А        |
| Хусавик (исл. Húsavík)              | BIHU | HZK  | Аэропорт Хусавик (исл. Húsavíkurflugvöllur)           | 1957   | 03/21             | 1605          | А        |
| Эйильсстадир (исл. Egilsstaðir)     | BIEG | EGS  | Аэропорт Эйильсстадир (исл. Egilsstaðaflugvöllur)     | 1968   | 04/22             | 2000          | А        |